# Чемпионат Беларуси по шашечной композиции 1994
Чемпионат Белоруссии по шашечной композиции 1994, оригинальное название — Второй этап VII чемпионата Беларуси по шашечной композиции — национальное спортивное соревнование по шашечной композиции. Организатор — комиссия по композиции Белорусской Федерации Шашек.

## О турнире
Начиная с 1991 года, белорусские чемпионаты стали проводиться раз в два года, при этом разделив соревнования по русским и международным шашкам на ежегодные этапы чемпионата. Суммирования очков этапов не производилось. Таким образом, в VII чемпионате Беларуси по шашечной композиции на 1-м этапе в 1993-м соревновались в русские шашки, а на 2-м этапе — в международные.
Соревнования проводились в 4 дисциплинах: миниатюры, проблемы, задачи, этюды.
Триумфаторами чемпионата впервые стали Вадим Булат (Минск) и Владимир Малашенко (Лида), выигравшие по одной золотой и одной серебряной медали — в миниатюрах-100 и проблемах-100.
В жанре задачи-100 впервые в истории белорусских чемпионатов соревновались отец и сын: Сухороковы Дмитрий Владимирович (2 место) и Владимир Дмитриевич (9-е).

## Спортивные результаты
Миниатюры-100.
 Вадим Булат — 24,0 очка.  Владимир Малашенко — 22,25.  Виктор Шульга — 21,5. 4. Пётр Шклудов — 9,5. 5. Иван Навроцкий — 8,5. 6. Алексей Акулич — 7,5. 7. Леонид Витошкин — 6,5. 8. Григорий Кравцов — 4,5.
Проблемы-100.
 Владимир Малашенко — 31,5.  Вадим Булат — 28,25.  Алексей Акулич — 19,5. 4. Александр Ляховский — 18,5. 5. Леонид Витошкин — 16,25. 6. Виктор Шульга — 16,0. 7. Григорий Кравцов — 14,75. 8. Пётр Шклудов — 12,25. 9. Александр Тетеренок — 10,0. 10. Иван Навроцкий — 4,75. 11. Виталий Шрамко — 3,0.
Этюды-100.
 Леонид Витошкин — 19,5.  Василий Тельпук — 17,75.  Криштоф Малашкевич — 12,0. 4. Григорий Кравцов — 11,75. 5. Владимир Лаврушкин — 8,75. 6. Вадим Кравцов — 4,0. 7. Виктор Шульга — 3,5. 8. Иван Навроцкий — 2,0.
Задачи-100.
 Анатолий Шабалин — 35,25.  Дмитрий Сухоруков — 25,75.  Николай Бобровник — 21,75. 4. Александр Ляховский — 18,5. 5. Александр Шурпин — 14,75. 6. Константин Тарасевич — 12,0. 7. Виктор Шульга — 4,0. 8. Пётр Шклудов — 3,75. 9. Владимир Сухоруков — 3,75.